# Beta-lactamasa
Beta-lactamasa (β-lactamasa) és una classe d'enzim produït per alguns bacteris i és responsable de la seva resistència als antibiòtics beta-lactàmics com penicil·lines, cefalosporines (són relativament resistents a les betalactamases), cefamicines, i carbapenemases (ertapenem). Aquests antibiòtics tenen un element comú en la seva estructura molecular: un anell de quatre àtoms, coneguts com a beta-lactàmics. L'enzim lactamasa trenca aquest anell obert, desactivant les propietats antibacterianes de la molècula.
Els antibiòtics beta-lactàmics s'utilitzen normalment per tractar un ampli espectre de bacteris gram-positius i gram-negatius. Les beta-lactamases produïdes per microorganismes gram-negatius solen ser secretades.
Les beta-lactamases poden ser clínicament beneficioses quan s'administren per via oral per preservar la flora intestinal, durant l'administració parenteral d'antibiòtics. "Això podria proporcionar una protecció contra una àmplia gamma de patògens nosocomials," per la Dra Usha Stiefel a la 47a conferència anual de Interscience de Antimicrobial Agents and Chemotherapy. L'estructura d'una β-lactamasa de Streptomices està donada per 1BSG.

## Penicil·linasa
La penicil·linasa és un tipus específic de β-lactamasa, que mostra especificitat per les penicil·lines, una vegada més per hidròlisi de l'anell betalactàmic. Els pesos moleculars de les diferents penicil·linases tendeixen a agrupar-se prop de 50kD.
La penicil·linasa va ser la primera β-lactamases a ser identificada, es va aïllar per primera vegada per Abraham i Chain, el 1940 de bacteris gram-negatius E. coli fins i tot abans que la penicil·lina entrés en ús clínic, però la producció de penicil·linasa es va estendre ràpidament als bacteris que abans no en produïen o que només en produïen rarament. Els resistents de la penicil·linasa beta-lactàmics, com la meticil·lina s'han desenvolupat, però ara hi ha una gran resistència fins i tot a aquests.

## Classificació de les beta lactamases

### Classificació funcional[2]

#### Grup 1
Cefalosporinasa, Classe Molecular C (no inhibit per l'àcid clavulànic) 
El grup 1 són cefalosporinasas no inhibides per l'àcid clavulànic, pertany a la classe molecular C 

#### Grup 2
El Grup 2 són penicil·linases, cefalosporinases, o ambdues inhibides per àcid clavulànic, corresponents a les classes moleculars A i D que reflecteix el TEM original i els gens SHV. No obstant això, a causa del creixent nombre de derivats de beta-lactamases TEM i SHV, es van dividir en dues subclasses, 2a i 2b.
- Grup 2a

Penicil·linasa, Classe Molecular A 
El subgrup 2a conté només penicil·linases.
- Grup 2b

AMPLI ESPECTRE, Classe Molecular A 
El 2b enfront del 2a, el 2b són d'ampli espectre de beta-lactamases, el que significa que són capaços d'inactivar les penicil·lines i les cefalosporines en la mateixa proporció. A més, nous subgrups van ser separats del subgrup 2b: 
- Grup 2BE

D'espectre ampliat, Classe Molecular A 
El subgrup 2BE, amb la lletra "E" d'ampli espectre d'activitat, representa la BLEE, que són capaços d'inactivar les cefalosporines de tercera generació (ceftazidima, cefotaxima i Cefpodoxima), així com monobactámics (aztreonam) 
- Grup 2Br

INHIBIDOR RESISTENTS, Classe Molecular A (disminució de la inhibició per àcid clavulànic) 
Els enzims 2Br, amb la lletra "r" denota reducció vinculant d'àcid clavulànic i sulbactam, també anomenat inhibidor-resistent dels enzims derivats de TEM, però, són encara susceptibles a tazobactam, excepte quan una substitució de l'aminoàcid existeix en la posició met69.
- Grup 2c

CARBENICILINASA, Classe Molecular A 
Aquest subgrup 2c es va segregar del grup 2, ja que aquests enzims inactiven carbenicil·lina més que benzilpenicil·lina, amb algun efecte en cloxacillina.
- Grup 2D

CLOXACILANASA, Classe Molecular D o A 
El subgrup d'enzims 2d inactiva la cloxacil·lina més que la benzilpenicil·lina, amb alguna activitat contra la carbenicil·lina, aquests enzims són poc inhibits per àcid clavulànic, i alguns d'ells són BLEE.
El terme correcte és "OXACILINASA". Aquests enzims són capaços d'inactivar la oxazolilpenicil·lina com oxacil, cloxacil, dicloxacil·lina. Els enzims pertanyen a la classe molecular D no a la A.
- Grup 2e

Cefalosporinasa, Classe Molecular A 
El Subgrup d'enzims 2e són cefalosporinases que també poden hidrolitzar monobactàmics, i que són inhibides per l'àcid clavulànic.
- Grup 2f

CARBAPENAMASA, Classe Molecular A 
El subgrup 2f va ser afegit perquè es tracta carbapenemasa amb base se serina, en contrast amb les carbapenemases amb base de zinc incloses en el grup 3

#### Grup 3
Metal·loenzims, de classe Molecular B (no inhibits per l'àcid clavulànic) 
El grup 3 són beta-lactamases amb la base de zinc o organometàl·lics, que correspon a la classe molecular B, que són els enzims que actuen només pel zinc d'ions metàl·lics, com s'ha indicat anteriorment. Els Metallo B-lactamases són capaços d'hidrolitzar les penicil·lines, les cefalosporines i la carbapenemasa. Així, les carbapenemases són inhibides per ambdós grups, el 2f (mecanisme basat en la serina) i el grup 3 (mecanisme basat en zinc) 

#### Grup 4
Penicil·linasa, cap classe Molecular (no inhibit per l'àcid clavulànic) 
El grup 4 són penicil·linases que no són inhibides per àcid clavulànic, i que encara no tenen una classe molecular corresponent.

## Classificació molecular
La classificació molecular de β-lactamases es basa en les seqüències de nucleòtids i les seqüències d'aminoàcids d'aquests enzims. Fins ara, són conegudes quatre classes (AD), en correlació amb la classificació funcional. Les classes A, C, D i actuen per un mecanisme basat en la serina, mentre que la classe B o metalo-β-lactamases necessiten zinc per a la seva acció.
"La penicil·linasa" va ser descoberta el 1940 i rebatejada com a beta-lactamases quan l'estructura de l'anell betalactàmic finalment va ser aclarit.

## La resistència en bacteris gram-negatius
Entre els bacteris gram-negatius, l'aparició de resistència a les cefalosporines d'espectre ampliat ha estat una preocupació important. Va aparèixer inicialment en un nombre limitat d'espècies de bacteris (E. cloacae, C. freundii, S. marcescens i P. aeruginosa), que podria mutar a hiperproduir la seva classe C β-lactamases cromosòmica. Uns anys més tard, la resistència va aparèixer en les espècies bacterianes que no produïen naturalment enzims AmpC (K. pneumoniae, Salmonella spp., P. mirabilis), a causa de la producció del tipus BLEE TEM o SHV. Característicament, aquesta resistència ha inclòs oxiimino-(per exemple, ceftizoxima cefotaxima, ceftriaxona i ceftazidima, així com la oxiimino-aztreonam monobactam), però no 7-alfa-metoxi-cefalosporines (cefamicines), en altres paraules, la cefoxitina i el cefotetán han estat bloquejades pels inhibidors com l'àcid clavulànic, sulbactam o tazobactam, i no impliquen carbapenemasa. Les AmpC β-lactamases mediades per plasmidis representen una nova amenaça, ja que confereixen resistència a les 7-alfa-metoxi-cefalosporines (cefamicines) com la cefoxitina o el cefotetan, no es veuen afectades pels inhibidors de β-lactamasa comercialment disponibles, i pot, en soques amb pèrdua dels porus de la membrana externa, oferir resistència a la carbapenemasa.

## Beta-lactamases d'espectre estès (BLEE)
Els membres de la família Enterobacteriaceae comunament anomenats β-lactamases de plasmidis codificats (per exemple, TEM-1, TEM-2 i SHV-1), confereixen resistència a les penicil·lines, però no a les cefalosporines d'espectre expandit. A mitjans de la dècada de 1980 es va detectar un nou grup d'enzims, les b-lactamases d'espectre estès (BLEE) (detectat per primera vegada a Alemanya el 1983). Les betalactamases d'ampli espectre són beta-lactamases que hidrolitzen cefalosporines d'ampli espectre amb una cadena lateral oxiimino. Aquestes inclouen les cefalosporines cefotaxima, ceftriaxona i ceftazidima, així com la oxiimino-aztreonam monobactam. Així, les BLEE confereixen resistència a aquests antibiòtics i oxiimino relacionats amb beta-lactàmics. En general, es deriven dels gens de TEM-1, TEM-2 o SHV-1 per les mutacions que alteren la configuració d'aminoàcids en tot el lloc actiu d'aquestes β-lactamases. Això amplia l'espectre dels antibiòtics β-lactàmics susceptibles a la hidròlisi per aquests enzims. Recentment s'han descrit un nombre creixent de BLEE que no tenen lligatge amb TEM o SHV. Les BLEE són codificades per plasmidis amb freqüència. Els plasmidis responsables de la producció de BLEE sovint porten als gens que codifiquen la resistència a altres classes de fàrmacs (per exemple, aminoglicòsids). Per tant, les opcions dels antibiòtics en el tractament dels organismes productors de ESBL són extremadament limitats. Les carbapenemases són el tractament d'elecció per a les infeccions greus per microorganismes productors de BLEE, no obstant això, recentment s'ha informat dels aïllats resistents a carbapenemases. Els organismes productors de BLEE poden aparèixer sensibles a algunes cefalosporines d'ampli espectre. No obstant això, el tractament amb antibiòtics, s'ha associat amb elevats índexs de fracàs.

## Tipus

### Beta-lactamases TEM (classe A)
TEM-1 és la beta-lactamasa més comuna en bacteris gram-negatius. Fins al 90% de resistència a la ampicilina en E. coli es deu a la producció de TEM-1. També és responsable de l'ampicil·lina i la resistència a la penicil·lina que es veu en H. influenzae i Neisseria gonorrhoeae en nombre cada vegada major. Encara que les TEM-beta-lactamases es troben més freqüentment en E. coli i K. pneumoniae, es troben també en altres espècies de bacteris gram-negatius amb més freqüència. Les substitucions d'aminoàcids són responsables de l'agrupació del fenotip BLEE en tot el centre actiu de l'enzim i canviar la seva configuració, que permet l'accés a substrats oxiimino-beta-lactàmics. L'obertura del centre actiu a substrats beta-lactàmics normalment també augmenta la susceptibilitat de l'enzim als inhibidors de b-lactamases, com l'àcid clavulànic. Substitucions d'aminoàcids en les posicions 104, 164, 238 i 240 produeixen el fenotip BLEE, però les BLEE amb el més ampli espectre solen tenir la substitució de més d'un aminoàcid. Sobre la base de diferents combinacions de canvis, actualment s'han descrit 140 tipus d'enzims TEM. TEM-10, TEM-12, i TEM-26, es troben entre els més comuns als Estats Units.

### Beta-lactamases SHV (classe A)
SHV-1 comparteix el 68 per cent dels seus aminoàcids, amb TEM-1 i té una estructura general similar. La beta-lactamasa SHV-1 es troba més comunament en K. pneumoniae i és responsable de fins a un 20% de la resistència a l'ampicil·lina mediada per plasmidis en aquesta espècie. Les BLEE d'aquesta família també tenen canvis d'aminoàcids en tot el centre actiu, amb més freqüència en les posicions 238 o 238 i 240. Són conegudes més de 60 varietats de SHV. Són el tipus de BLEE predominant a Europa i els Estats Units i es troben a tot el món. El SHV-5 i SHV-12 es troben entre els més comuns.

### B-lactamases CTX-M(classe A)
Aquests enzims van ser nomenats per la seva major activitat enfront de cefotaxima que altres substrats oxiimino beta-lactàmics (per exemple, ceftazidima, ceftriaxona o cefepima). En lloc que sorgeixi per mutació, representen exemples de l'adquisició del plasmidi dels gens de beta-lactamases que normalment es troben en el cromosoma de les espècies Kluyvera, un grup d'organismes comensals rarament patògens. Aquests enzims no estan molt estretament relacionats amb les beta-lactamases TEM o SHV que només mostren un 40% d'identitat amb aquests dos beta-lactamases comunament aïllats. Més de 40 enzims CTX-M són coneguts actualment. Malgrat el seu nom, alguns són més actius en la ceftazidima que en la cefotaxima. Han estat principalment trobats en les soques de Salmonella enterica serovar typhimurium i E. coli, però també s'han descrit en altres espècies d'enterobacteris i són el tipus de BLEE predominant en algunes parts d'Amèrica del Sud. (també s'observen a Europa oriental) CTX-M-14, CTX-M-3, i CTX-M-2 són els més generalitzats. El CTX-M-15 és en l'actualitat (2006) el tipus més estès en E. coli del Regne Unit i és molt prevalent en la comunitat.

### Beta-lactamases OXA (classe D)
Les beta-lactamases OXA es reconeixen des de fa temps com una forma menys comuna, però també mediada per plasmidis, varietat que pot hidrolitzar oxacilina i penicil·lines estafilocòccies relacionades. Aquestes beta-lactamases són diferents que els enzims TEM i SHV que pertanyen a la classe molecular D i el grup funcional 2D. El tipus OXA-beta-lactamases confereixen resistència a l'ampicil·lina i cefalotina i es caracteritzen per la seva alta activitat hidrolítica contra la oxacilina i la cloxacil·lina i pel fet que estan mal inhibides per l'àcid clavulànic. Les substitucions d'aminoàcids en enzims OXA també pot donar el fenotip BLEE. Encara que la majoria de betalactamases d'ampli espectre s'han trobat en E. coli, K. pneumoniae, i enterobacteris, la OXA-BLEE s'ha trobat principalment en P. aeruginosa. El tipus OXA-BLEE s'ha trobat principalment en Pseudomonas aeruginosa aïllades de Turquia i França. La família OXA beta-lactamases va ser creada originalment com un fenotip més que un grup genotípic d'unes beta-lactamases que tenien un perfil d'hidròlisi específic. Alguns confereixen resistència predominantment a la ceftazidima, però la OXA-17, confereix una major resistència a cefotaxima i cefepima que ho fa la resistència a la ceftazidima.

## Altres
Altres BLEEs mediades per plasmidis, com PER, VEB, GES, IBC i beta-lactamases, s'han descrit, però són poc freqüents i s'han trobat principalment en la P. aeruginosa i en un nombre limitat de llocs geogràfics.

## Tractament
Si bé organismes productors de ESBL van ser prèviament associats amb els hospitals i l'atenció institucional, aquests organismes són cada vegada més presents en la comunitat. Els CTX-M-15-positius de E. coli són una causa de l'adquisició de la comunitat d'infeccions urinàries al Regne Unit, i tendeixen a ser resistents a tots els antibiòtics β-lactàmics orals, així com les quinolines i les sulfonamides. Les opcions de teràpia hi ha la nitrofurantoïna, fosfomicina, mecillinam i el cloranfenicol. En cas de desesperació, una vegada al dia, injeccions d'ertapenem o de gentamicina també poden usar-se.

## Resistents a inhibidors de β-lactamases
Tot i que els resistents a inhibidors de β-lactamases no són betalactamases d'ampli espectre, sovint són confosos amb betalactamases d'ampli espectre, ja que també són derivats de la TEM clàssica o dels enzims de tipus SHV. Aquestes enzims van ser en un principi denominats IRT per a TEM resistent a l'inhibidor enzimàtic betalactamasa, però, tots han estat posteriorment rebatejats amb designacions numèriques de TEM. Hi ha almenys 19 inhibidors de TEM resistents a β-lactamases diferents. Els TEM resistents a inhibidors de β-lactamases s'han trobat principalment en els aïllats clínics d'E coli, però també en algunes soques de K. pneumoniae, Klebsiella oxytoca, P. mirabilis i Citrobacter freundii. Tot i que els inhibidors de variants resistents TEM són resistents a la inhibició per l'àcid clavulànic i el sulbactam, demostren resistència clínica a les combinacions d'inhibidors beta-lactàmics d'amoxicilina-clavulànic (Co-àcid clavulànic), ticarcilina-clavulànic i ampicilina / sulbactam, normalment segueixen sent susceptibles a la inhibició per tazobactam i, posteriorment, la combinació de piperacilina / tazobactam, encara que la resistència s'ha descrit. Fins ara, aquestes beta-lactamases s'han detectat principalment a França i en altres poques localitats dins d'Europa.

## AmpC-β-lactamases (classe C)
Les Β-lactamases tipus AmpC són comunament aïllades de bacteris gram-negatius resistents a les cefalosporines. Les AmpC β-lactamases (també anomenades de classe C o grup 1) són típicament codificades en el cromosoma de molts bacteris gram-negatius com Citrobacter, Serratia i espècies d'Enterobacter, on la seva expressió és induïble en general, també es pot produir en Escherichia coli, però no sol ser induïble, encara que pot ser hiperexpressada. Les Β-lactamases tipus AmpC també podran ser realitzades en els plasmidis. Les AmpC β-lactamases, a diferència de betalactamases d'ampli espectre, hidrolitzen cefalosporines d'ampli espectre (cefamicines així com a oxiimino-β-lactàmics), però no estan inhibits per inhibidors de β -lactamases com l'àcid clavulànic.

## Carbapenemases
Els carbapenems són estables a AmpC β-lactamases i β-lactamases d'espectre estès. Les carbapenemases són un grup divers de b-lactamases que són actius no només contra l'oxiimino cefalosporines i cefamicines sinó també contra els carbapenems. L'aztreonam és estable a les metalo-β-lactamases, però molts productors IMP i VIM són resistents, degut a altres mecanismes. Les carbapenemases abans es creia que es derivaven únicament de les classes A, B i D, però s'ha descrit una classe de carbapenemasa C.

## IMP-carbapenemasas (una de les metalo-b-lactamases)
Les carbapenemasas tipus IMP mediades per plasmidis, que actualment se'n coneixen 17 varietats, es van establir al Japó en la dècada de 1990 a entèrics organismes gram-negatius i en espècies de Pseudomonas i Acinetobacter. Els enzims IMP es van difondre lentament a altres països a l'Extrem Orient, es va informar d'Europa el 1997, i s'han trobat al Canadà i Brasil.

## VIM (integrón Verona-codificats metalo-b-lactamases)
La segona família de carbapenemasas en creixement, la família VIM, es va informar des d'Itàlia el 1999 i ara inclou 10 membres, que tenen una àmplia distribució geogràfica a Europa, Amèrica del Sud i l'Extrem Orient i s'han trobat als Estats Units. Les VIM-1 van ser descobertes en la P. aeruginosa a Itàlia el 1996, i posteriorment, les VIM-2 -ara la variant predominant- va ser trobada en diverses ocasions a Europa i l'Extrem Orient; les VIM-3 i -4 són variants menors de VIM-2 i -- 1, respectivament. Els enzims VIM tenen lloc principalment en P. aeruginosa, també en P. putidaand, molt rarament, en Enterobacteris.
La diversitat de les seqüències d'aminoàcids és fins al 10% en la família VIM, al 15% en la família IMP, i al 70% entre el IMP i VIM. Els enzims de les dues famílies, però són similars. Tots dos tenen integrón associat, de vegades en els plasmidis. Tots dos hidrolitzen tots els β-lactàmics, excepte els monobactámics, i evadeixen tots els inhibidors de β-lactàmics.

## OXA (oxacilinasa) grup de β-lactamases (classe D)
El grup de OXA β-lactamases es produeixen principalment en espècies de Acinetobacter i es divideixen en dos grups. Les OXA carbapenemasas hidrolitzen carbapenems molt lentament in vitro, els alts MICs vistos en alguns Acinetobacter (> 64 mg / l) poden reflectir els mecanismes secundaris. De vegades s'augmenta en aïllats clínics pels mecanismes de resistència addicional, com la impermeabilitat o el flux de sortida. Les carbapenemasas OXA també tendeixen a tenir una eficiència hidrolítica reduïda a les penicil·lines i a les cefalosporines.

## KPC (carbapenemasa K. pneumoniae) (classe A)
Enzims de classe A, especialment els enzims CPK mediats per plasmidis, són també efectives carbapenemasas. Són conegudes tres variants, que es distingeix per un o dos substitucions d'aminoàcids. La KPC-1 es troba a Carolina del Nord, la KPC-2 a Baltimore i la KPC-3 a Nova York. Tenen només el 45% d'homologia amb les PIME i NMC / enzims IMI i, a diferència d'ells, poden ser codificades per plasmidis auto-transmissibles.

## CMY (Classe C)
La primera carbapenemasa de classe C va ser descrita el 2006 i es va aïllar d'una soca virulenta de Enterobacter aerogenes. Es produeix en un plàsmid, pYMG-1, pel que és transmissible a altres soques bacterianes.

## PIME, IMI, NMC i CCRA
En general tenen poca importància clínica.
CCRA (CFIA). El seu gen es produeix en 1-3% dels aïllaments de B. fragilis, però menys al produir l'enzim, ja que l'expressió demanda una migració adequada de la inserció de la seqüència. El CCRA va ser conegut abans que l'imipenem fos introduït, i els productors han mostrat poc augment.

## El tractament de BLEE / AmpC / carbapenemasas

### Panorama General
En general, un cep se sospita que és un productor de BLEE quan mostra susceptibilitat a les cefalosporines de segona generació (cefoxitina, cefotetán) in vitro, però resistència a les cefalosporines de tercera generació i aztreonam. D'altra banda, s'ha de sospitar d'aquestes soques quan el tractament amb aquests agents per a les infeccions per gramnegatius falla tot i les mostres de susceptibilitat ''in vitro''. Una vegada que una soca productora de ESBL és detectada, el laboratori haurà d'informar d'això com a "resistents" a totes les penicil·lines, les cefalosporines i l'aztreonam, fins i tot si es prova com a susceptible. La resistència associada als aminoglicòsids i al trimetoprim/sulfametoxazole, així com l'alta freqüència de co-existència de la resistència a les fluoroquinolones, crea problemes. Els inhibidors de beta-lactamases com l'àcid clavulànic, el sulbactam i el tazobactam in vitro inhibeixen la majoria de betalactamases d'ampli espectre, però l'efectivitat clínica de combinacions d'inhibidors de beta-lactam/beta-lactamase no pot ser invocada constantment per teràpia. Els Cephamicins (cefoxitina i cefotetán) no són hidrolitzats per la majoria de betalactamases d'ampli espectre, però són hidrolitzats per β-lactamases AmpC associats. També, combinacions d'inhibidors de β-lactam/β-lactamasa pot no ser efectiu contra els organismes que produeixen β-lactamases AmpC. A vegades, aquestes soques disminueixen l'expressió de proteïnes de la membrana externa, fent-los resistents a les cefamicines. En els estudis in vivo han donat resultats mixtos contra la productora de BLEE de K. pneumoniae (Cefepime, una cefalosporina de quarta generació, ha demostrat estabilitat in vitro en presència de BLEE /AmpC.) Actualment, les carbapenemases són generalment considerades com el fàrmac d'elecció per al tractament d'infeccions degudes a microorganismes productors de BLEE. Els Carbapenems són resistents a la hidròlisi, mediada per BLEE i exhibeixen una excel·lent activitat in vitro enfront de soques d'enterobacteris expressant BLEE.

### D'acord amb els gens

#### BLEE
Les soques productores de betalactamases d'ampli espectre només són susceptibles a cefamicines i carbapenemases in vitro i mostren poc o cap efecte inòcul amb aquests agents.
Per als organismes productors de BLEE del tipus TEM i SHV, és comuna una aparent sensibilitat in vitro a cefepime i piperacilina / tazobactam, però tots dos fàrmacs mostren un efecte inòcul, amb sensibilitat disminuïda, ja que la mida de l'inòcul s'incrementa de 105 107 organismes.
Algunes soques amb CTX-M-tipus i OXA-BLEE són resistents a cefepime en les proves, tot i la utilització d'un inòcul estàndard.

#### Inhibidor-β-lactamases de Resistència
Tot i que els inhibidors de variants TEM són resistents a la inhibició per àcid clavulànic i sulbactam, demostrant, així, resistència clínica a les combinacions d'inhibidors beta-lactàmics d'amoxicilina-àcid clavulànic (Co-àcid clavulànic), ticarcilina-àcid clavulànic i ampicilina-sulbactam, segueixen sent susceptibles a la inhibició per tazobactam i, posteriorment, a la combinació de piperacilina / tazobactam.

#### AmpC
Les soques productores de AmpC solen ser resistents als oxiimino beta-lactàmics i a les cefamicines i són susceptibles a les carbapenemases, però, l'expressió disminuïda de porina pot fer una soca resistent a les carbapenemases.

#### Carbapenemases
Ceps amb IMP, VIM, i OXA tipus carbapenemasas generalment segueixen sent sensibles a aztreonam. La resistència als antibiòtinc no-b-lactàmics és comuna en les soques fent qualsevol d'aquests enzims, de manera que les opcions alternatives per al tractament de no-b-lactàmics han de ser determinats per proves de sensibilitat directa. La resistència a les fluoroquinolones i als aminoglicòsids és especialment alta.

### D'acord amb les espècies

#### Escherichia coli i Klebsiella
Per a les infeccions causades per espècies com Escherichia coli o Klebsiella productores de BLEE, el tractament amb imipenem o meropenem s'ha associat amb els millors resultats en termes de supervivència i d'aclariment bacteriològic. La cefepime i piperacilina/tazobactam, ceftriaxona, cefotaxima i ceftazidima han fracassat sovint. Diversos informes han documentat el fracàs de la teràpia cefamicina com a resultat de la resistència a causa de la pèrdua de porines. Alguns pacients han respost a la teràpia d'aminoglicòsids o de quinolones, però en una recent comparació de ciprofloxacina i imipenem per bacterièmia involucrant a K. pneumoniae productor de BLEE, imipenem va produir el millor resultat.